# Ethan Hooker
Pour les articles homonymes, voir Hooker.
Pas d'image ? Cliquez ici

a Compétitions nationales et continentales officielles uniquement.

b Matchs officiels uniquement.
Dernière mise à jour le 21 juillet 2025.
Ethan Hooker, né le 20 janvier 2003, est un joueur international sud-africain de rugby à XV évoluant aux postes de centre ou d'ailier avec les Sharks en United Rugby Championship depuis 2023.

## Biographie

### Jeunesse et formation
Ethan Hooker naît le 20 janvier 2003. Il effectue sa scolarité à la Westville Boys' High School (en) de Westville, dans la province du KwaZulu-Natal.  
Initialement formé au poste de troisième ligne centre, Ethan Hooker est ensuite repositionné aux postes de centre et d'ailier.
En 2022, Hooker rejoint l'académie des Sharks, et se fixe au poste de centre. Capitaine de l'équipe des moins de 20 ans de la franchise, il joue un rôle clé dans la victoire de son équipe en finale de la Coupe d'Afrique du Sud des moins de 20 ans. Joueur puissant, son style de jeu rappelle celui de Damian de Allende.

### Carrière professionnelle
Ethan Hooker fait ses débuts professionnels lors de la saison 2022-2023 du United Rugby Championship avec la franchise des Sharks. Il fait ses débuts officiels le 7 janvier 23 face au Connacht, entrant en jeu au poste d'ailier,. En juin 2023, il est sélectionné avec l'équipe d'Afrique du Sud des moins de 20 ans pour participer au Championnat du monde junior,. Lors de cette compétition, il inscrit un essai contre la Géorgie, mais son équipe s'incline en demi-finale face à l'Irlande. Ses performances lui valent néanmoins d’être considéré comme l'une des révélations du tournoi.
La saison 2023-2024 voit Hooker confirmer son potentiel en s'imposant progressivement au sein des Sharks, il est notamment élu homme du match lors d'une rencontre contre l'Ulster en mars 2024. Il joue également un rôle clé dans la campagne de Challenge Cup de la franchise, remportant la compétition après une victoire en finale contre Gloucester Rugby le 24 mai 2024,. C'est la première victoire d'une équipe sud-africaine dans une des compétitions organisées par l'European Professional Club Rugby. En juin 2024, il est convoqué pour la première fois avec les Springboks, dans un groupe élargi, par le sélectionneur Rassie Erasmus pour préparer un test match face au pays de Galles, bien qu'il ne soit finalement pas retenu pour la rencontre,.
Quelques mois plus tard, en septembre 2024, il décroche un nouveau titre en remportant la Currie Cup avec les Natal Sharks, inscrivant un essai en finale. Durant la saison 2024-2025, Hooker s'impose comme un joueur important des Sharks, formant une paire de centres prometteuse avec Jurenzo Julius, en dépit d'une blessure en septembre 2024 face au Benetton Rugby Trévise, qui lui fait manquer cinq semaines de compétition. L’entraîneur John Plumtree exploite également sa polyvalence en le repositionnant ponctuellement à l'aile,. Le 16 décembre 2024, Hooker prolonge son contrat avec les Sharks jusqu'en 2027. Ses performances constantes le placent parmi les joueurs sud-africains les plus prometteurs, et lui valent d'être à nouveau convoqué avec les Springboks pour un stage de préparation en février 2025.
Le 12 juillet 2025, il connaît sa première cape internationale avec l'Afrique du Sud lors d'une victoire 45 à 0 contre l'Italie.